# Conus immelmani
Conus immelmani é uma espécie de gastrópode do gênero Conus, pertencente à família Conidae.